# Các phụ kiện cho iPad
Máy tính bảng iPad có rất nhiều phụ kiện được chính Apple tạo riêng cho nó, đặc biệt là Smart Cover, và một số phụ kiện khác, giúp iPad có thể kết nối với nhiều thiết bị khác

## Smart Cover

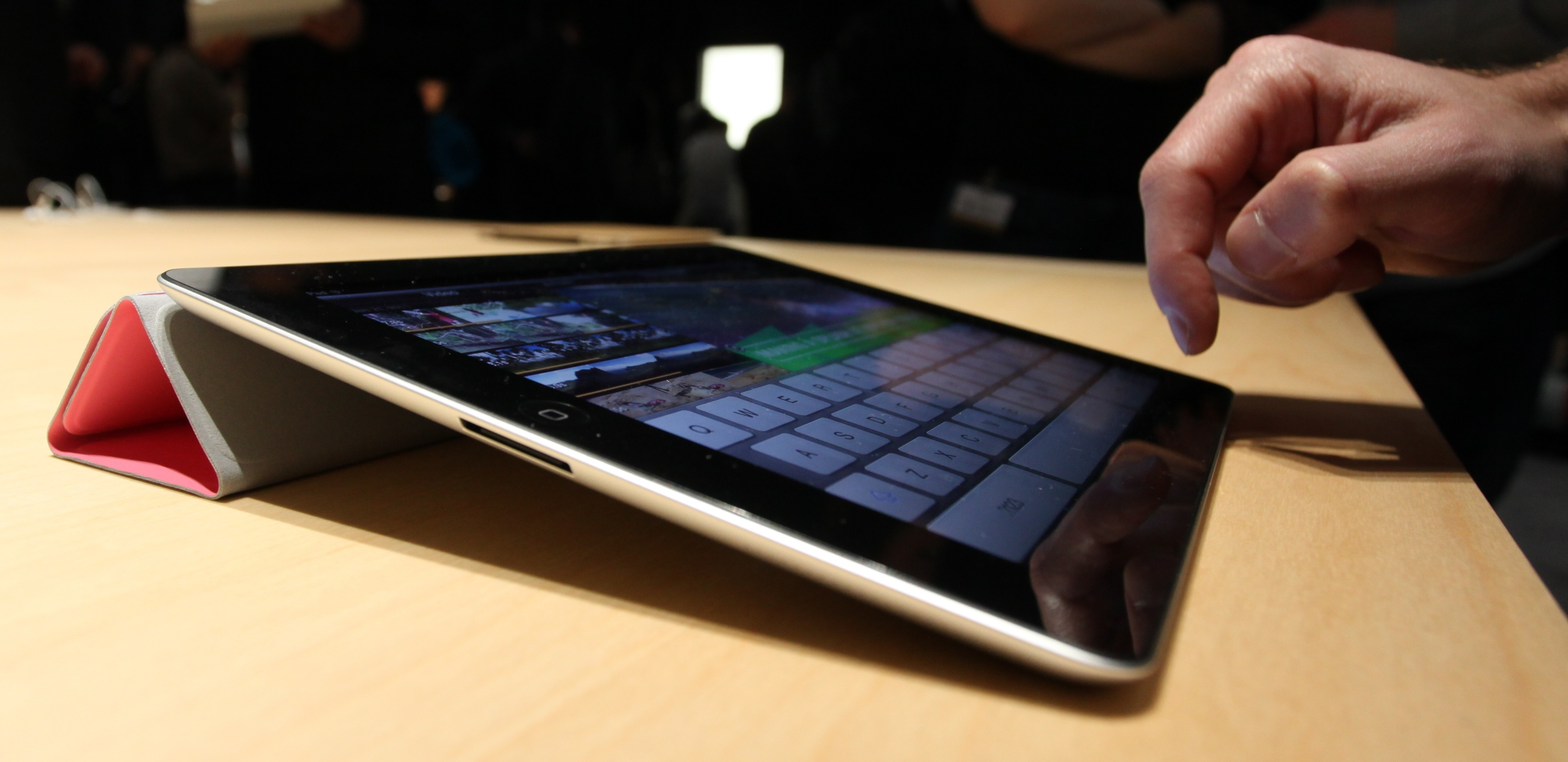
Smart Cover khi để nằm

Smart Cover là một phụ kiện đành cho iPad 2, iPad 3, iPad 4 và cả iPad Mini, được trình làng ở trong một sự kiện của hãng Apple, bởi CEO Steve Jobs. Nó được gắn vào bên hông của thiết bị và bao phủ bề mặt cảm ứng. Smart Cover có 3 rẵnh, chia bề mặt nó thành 4 mảnh, nên có thể xếp lại để dựng đứng iPad. Nó có thể dựng iPad lên cao để dễ coi phim, hoặc gọi FaceTime, hoặc nằm ngang để dễ đánh chữ. Nó được thiết kế rất mỏng, vì thế sẽ hoàn toàn không tăng thêm độ dày của thiết bị. Thêm nữa, khi Smart Cover đóng kín màn hình, nó sẽ tự động tắt thiết bị, giống như là đã nhấn nút "tắt/mở", nên người dùng hầu như không cần phải bấm nút "tắt/mở" này nữa khi sử dụng Smart Cover. Smart Cover có 1 phiên bản nhỏ hơn dành cho iPad Mini.
Mặt trong của Smart Cover được làm bằng những sợi mịn (mặt tiếp xúc với màn hình) được thiết kế để làm sạnh bụi khi sử dụng iPad, và mặt ngoài thì được làm bằng polyurethane hay da. Smart Cover có 10 màu. Phiên bản polyurethane có màu hồng, xanh dương, xanh lá, xám trắng và xám đen; phiên bản da có màu kem, màu gạch, đen, xanh đậm và màu đỏ. Cũng như nhiều sản phẩm khác của Apple, phiên bản màu đỏ được bán ra sẽ ủng hộ một phần tiền cho tổ chức cứu trợ người AIDS (Product Red). Lúc đầu cũng có màu cam, nhưng về sau đã bị thay thế bằng màu xám đen.

## iPad Camera Connection Kit

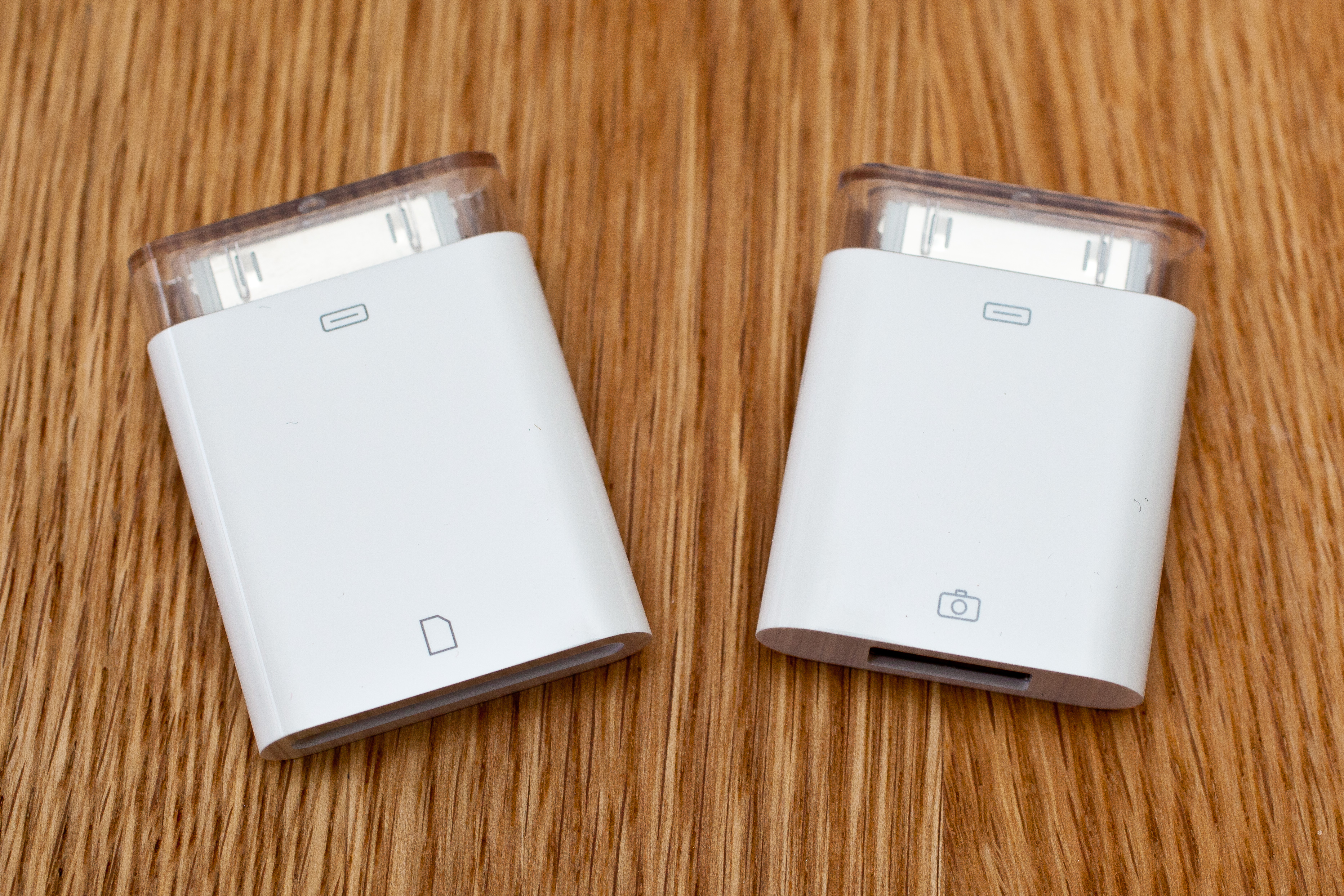
iPad Camera Connection Kit

iPad Camera Connection Kit mà một bộ kết nối gồm 2 cục riêng biệt:: 1 cục có cổng USB và một để đọc thẻ SD. Nó sẽ chép hình ảnh cử máy chụp hình hoặc thẻ SD vào iPad. Phụ kiền này sử dụng được cho tất cả các dòng iPad và chỉ chép được hình ảnh hoặc phim.

## iPad Dock
iPad Dock là một thiết bị để "đưa ra ngoài" các cổng kết nối của iPad như cổng sạc hoặc head-phone. Nó được thiết kế cho iPad 2. iPad 3 cũng có thể sử dụng được nhưng iPad 4 thì không vì sử dụng khác cổng kết nối.